# Jordan Schakel
Jordan Schakel, född 13 juni 1998 i Torrance i Kalifornien, är en amerikansk professionell basketspelare (SG/SF) som spelar för Boston Celtics i National Basketball Association (NBA). Han har tidigare spelat för Washington Wizards.
Schakel blev aldrig NBA-draftad.
Innan han blev proffs studerade Schakel vid San Diego State University och spelade för deras idrottsförening San Diego State Aztecs.